# Chronik der Stadt Düren/1976–2000
Diese Liste ist eine Teilliste der Chronik der Stadt Düren. Sie listet datierte Ereignisse von 1976 bis 2000 in Düren auf.

## 1976
- Die seit 1905 geführten Titel „Oberbürgermeister“ und „Oberstadtdirektor“ müssen in „Bürgermeister“ und „Stadtdirektor“ geändert werden.
- Konkurs der „Dürener Metallwerke“. Hier waren alle Aluminiumhäute für die Zeppeline hergestellt worden.
- Der Erweiterungsbau der gewerblich-technischen Schulen wird fertiggestellt.
- 1. September: Einweihung des neuen Krankenhauses in der Roonstraße (Baukosten circa 65 Millionen DM).

## 1977
- Die Ziegelei Brück in Rölsdorf, An der Ziegelei, wird als letzte Dürener Ziegelei abgebrochen.
- Abbruch der alten Pfarrkirche in Hoven.
- Einweihung des neuen Betriebsgeländes der Dürener Kreisbahn in der Kölner Landstraße.
- Beginn des P&R-Verkehrs an den 4 verkaufsoffenen Samstagen vor Weihnachten.
- 2. Januar: Beginn des Abbruchs des alten Krankenhauses in der Roonstraße.
- 3. März: Baubeginn des Kaufhauses C&A in der Josef-Schregel-Straße.
- März: Stadtratsbeschluss über den Bau eines Parkhauses in der Marienstraße im Park des Hallenbades Bismarckstraße. (nicht verwirklicht)
- 11. bis 18. März: Abriss der Andachtskapelle in Hoven wegen statischer Mängel.
- 23. März: Abbruch des Hotels „Kaiserhof“, ehemals Villa Hinsberg, in der Schillerstraße wegen Baufälligkeit. Jetzt dort Teil des Finanzamtes. Der Eingangstorbogen des Hotels wurde in den Neubau integriert.
- Juni: Abbruch des Wöchnerinnenheimes in der Roonstraße (eingeweiht am 6. November 1936).
- Juni: Abbruch des Altersheimes in der Waisenhausstraße und Neubau an der gleichen Stelle.
- 7. Juni: Grundsteinlegung für die Wehebachtalsperre.
- 22. Juli: Richtfest bei C&A in der Josef-Schregel-Straße.
- 23. Juli: Sprengung des Wasserturmes in Mariaweiler.

## 1978
- 2. Januar: Richtfest des Neubaus der Deutschen Bank neben der Christuskirche in der Schenkelstraße.
- März: Eröffnung von C&A in der Josef-Schregel-Straße.
- 1. April: Die neue Sonderschule für geistig Behinderte (Christophorus-Schule), in der Mühlenau 7, wird bezogen. (später verlegt zur Stockheimer Landstraße)
- 22. September: Beginn des Aufschlusses des Braunkohletagebaus Hambach.

## 1979
- Neugestaltung des Kreuzungsbereiches Phillipstraße/Schenkelstraße und Abriss des evangelischen Pfarrhauses und anderer Gebäude.
- Die Dürener Kreisbahn nimmt einen gesonderten Behindertenbusverkehr auf.
- 1. Januar: Die Stadt Düren übernimmt vom Kreis Düren die Realschulen Bretzelnweg und Wernersstraße.
- 1. Januar: Die Dürener Kreisbahn tritt dem Aachener Verkehrsverbund (AVV) bei.
- 2. Januar: Erster Spatenstich für die neue Feuer- und Rettungswache in der Brüsseler Straße (bisher gemeinsam mit Fuhrpark, jetzt Betriebshof, in der Rurstraße).
- 18. Juni: Das 7. belgische Panzerregiment verlässt Düren.
- 1.–2. September: Die IG Düren-City veranstaltet das 1. Dürener Stadtfest.
- 22. Dezember: Das Minensuchboot Düren wird außer Dienst gestellt und wird bis zum 1. April 1989 zum Hohlstablenkboot umgebaut. Standort: Wilhelmshaven.

## 1980
- Gotthilf Fischer versuchte, den Dürenern das Singen beizubringen. Vom Denkmal Flammenegel auf der Kaiserplatz aus dirigierte er die Dürener.
- Die Missionare von der hl. Familie bauen in der Kurfürstenstraße ein weiteres Haus als Sitz des Provinzials und des Provinzialökonoms.
- Januar: Im Bereich der Oberpostdirektion Köln schaltet das Fernmeldeamt Düren als erstes auf den 8-Minuten-Takt um.
- Februar: Das Berufsbildungs- und Gewerbeförderungszentrum in der Paradiesstraße nimmt seinen Betrieb auf.
- April: Durch einen Großbrand des Tierheimes Burgau wurde die Wohnung des Tierpflegerehepaares völlig zerstört.
- Mai: Die Villa Mevis wird als Bildungsstätte des Fußballverbandes Mittelrhein bezogen.
- Mai: Bundesbauminister Dieter Haack besucht die Rölsdofer Siedlungen.
- 14. Mai: Das 1. Regiment der belgischen Lanciers verabschiedet sich von Düren mit einer großen Truppenparade auf dem Annakirmesplatz.
- Juni: Der Bereich zwischen Wirteltorplatz und Kuhgasse wird zur Fußgängerzone.
- 9. Juni: Die Dürener IG City wird gegründet.
- September: Baubeginn des ersten Dürener Parkhauses in der Langemarckstraße (Eröffnung am 4. Dezember 1980), später Parkhaus des StadtCenters.
- 15. Oktober: Die Heimatschutzbrigade 53 der Bundeswehr zieht mit etwa 700 Soldaten in die Panzerkaserne ein. Die 17. Panzerbrigade verlässt als letztes belgische Militär Düren.
- 10. November – 12. Dezember: Jugendliche besetzen die Pleußmühle, um gegen die Untätigkeit von Rat und Verwaltung in Sachen „Latz-Hallen“, Veldener Straße, zu protestieren. Dort sollte ein kultureller Jugendtreff errichtet werden.
- Dezember: Die Papierfabrik Renker, Niederau, wird an die ALDI-Kette verkauft.

## 1981
- 1.–4. Mai: 1. Dürener Maimarkt auf dem Annakirmesplatz.
- 27./28. Februar: Abriss des Courtenbachhofes in der Oberstraße.
- Juni: Beginn des Straßenausbaues in der August-Klotz-Straße vom Amtsgericht bis zur Stürtzstraße.
- 19. September: Einweihung des Neubaus der Feuer- und Rettungswache in der Brüsseler Straße.
- Oktober: Die deutsche Heimatschutzbrigade, die seit etwa einem Jahr die ehemalige belgische Kaserne, jetzt „Panzerkaserne“, belegt hat, stellt sich den Dürener Honoratioren vor.
- Oktober: Der türkisch-islamische Kulturverein kauft das Haus Veldener Straße 61. Er nutzt es als Kulturzentrum und Moschee.

## 1982
- 1. August: An allen Schulen wird die 5-Tage-Woche eingeführt. Samstags ist ab sofort unterrichtsfrei. Seit den 1970er Jahren waren die freien Samstage von einem pro Monat usw. ständig gesteigert worden.
- 30. August: 1. Unterrichtstag der Kornhaus-Sonderschulklassen im renovierten Gebäude der Ostschule.

## 1983
- Beginn des P&R-Verkehrs (Park & Ride) während der ganzen Woche vom Annakirmesplatz zur Stadtmitte durch die Dürener Kreisbahn.
- Die Heimatschutzbrigade verlässt die Panzerkaserne. Es folgt die Instandsetzungskompanie.
- 11. Mai: Die Wehebachtalsperre wird ihrer Bestimmung übergeben.
- 27. Mai: Der letzte Personenzug befährt die Strecke Düren-Zülpich.
- 1. September: Baubeginn des neuen Fernmeldeamtes „Am Ellernbusch“.
- 17. September: Der Brunnen mit der Darstellung der Dürener Originale in der Wirtelstraße wird eingeweiht.
- 13. Dezember: Hans Becker (CDU) wird Nachfolger von Bürgermeister Wolfgang Vogt (CDU).

## 1984
- 30. September: Die SPD koaliert mit den Grünen und erhält bei dieser Kommunalwahl somit die Mehrheit. Josef Vosen, der bald den Spitznamen „Schöppe Jupp“ bekommt, wird Bürgermeister.

## 1985
- September: Feier „400 Jahre Brandschutz in Düren“.
- September: Die neue forensische Psychiatrie neben der Rheinischen Landesklinik wird eingeweiht.
- Ende 1985: Für die Siedlungen in Rölsdorf wird die 30-km/h-Regelung eingeführt.
- 31. Dezember: Die Partnerschaft zwischen Düren und dem Moselstädtchen Wintrich wird aus Anlass des 50-jährigen Bestehens reaktiviert.

## 1986
- Das Bauunternehmen Strabag zieht vom Arnoldsweilerweg nach Eschweiler über Feld um.[1]
- 8. Februar: Das Dürener Kino Schauburg schließt.
- 25. Mai – 2. Juni: 1. Dürener Kinderkulturtage.
- 20. September: Das Park-and-Ride-System (Norddüren – Kaiserplatz – Annakirmesplatz) wird in Betrieb genommen.
- 13. November: Kammersänger Rudolf Schock wird in seinem Haus in der Gürzenicher Parkstraße tot aufgefunden.

## 1987
- Rückbau der Monschauer Straße im Rölsdorfer Ortskern.
- 28. August: 1. Spatenstich zum Neubau des „Hauses der Stadt“.
- 24. September: Die Stadtverordneten beschließen, im Gebäude der Fa. Opel Meisenberg, Wallstraße, ein Papiermuseum einzurichten.
- Dezember: Nach Ablauf der Kampagne wird die Dürener Zuckerfabrik geschlossen.

## 1988
- April: Baubeginn des zweiten Parkhauses in der Arnoldsweilerstraße.
- April: Einweihung des Zentralen Omnibusbahnhofes (ZOB) Ecke Josef-Schregel-Straße/Eisenbahnstraße.
- 29. Juni: Die Stadtverordnetenversammlung beschließt die Errichtung eines öffentlichen Kunstwerkes durch den Bildhauer Ulrich Rückriem als Erinnerung an die Opfer des Nationalsozialismus. Aufzeichnung der unbezeichneten Stelen an 10 Stellen 1988–1990.
- 30. Juli – 7. August: 350-Jahr-Feier „Annakirmes“ mit großem Festzug.

## 1989
- Januar: Das 1933 erbaute und am 1. Juli 1986 außer Betrieb genommene Bahnbetriebswerk Düren, der Vorbahnhof, zwischen Düren und Merzenich wird abgebrochen. Der Wasserturm wurde wegen Baufälligkeit 1986 abgerissen.
- 11. März: Die „Gewerblich-hauswirtschaftliche Schule“ in der Zülpicher Straße wird in „Nelly-Pütz-Schule“ umbenannt.
- 1. April: Das ehemalige Minensuchboot wurde zum Hohlstablenkboot umgebaut und nimmt jetzt seinen Dienst wieder auf.
- 1. Mai: Einweihung des Freizeitbades „City-Bad“ nach Umbau des alten Hallenbades in der Bismarckstraße.
- November: Inbetriebnahme des Parkhauses an der Arnoldsweilerstraße.

## 1990
- In Düren gibt es noch 14 Papierfabriken.
- März: Das neue Papiermuseum in der Wallstraße wird eröffnet.
- 3. Oktober: Wiedervereinigung der BRD und der DDR.
- 20. Oktober: Das ehemalige Verwaltungsgebäude des Amtes Birgel wird als Vereinshaus für die Rölsdorfer Ortsverein geöffnet.

## 1991
- Die Stadtbücherei zieht von der Arnoldsweilerstraße zum Haus der Stadt um.
- Januar: Einweihung des Wirteltorhauses Ecke Hans-Brückmann-Straße/Arnoldsweilerstraße.
- Die renovierte Pleußmühle wird als Kulturzentrum eingeweiht.
- 11. Februar: Aufgrund des Golfkrieges, der am 17. Januar 1991 begann, fällt der Karnevalszug in Düren, wie auch in allen umliegenden Orten, aus. Die meisten Saalveranstaltungen werden abgesagt.
- 20. Juni: Berlin wird zum Regierungssitz gewählt: 338 Abgeordnete stimmen für Berlin, 320 für Bonn.
- 30. September: Das „Haus der Stadt“ in der Fritz-Erler-Straße wird feierlich eingeweiht.

## 1992
- Abbruch des evangelischen Jugendheims in der Kuhgasse.
- 1992: Inbetriebnahme des Wasserrades im Teich an der Pleußmühle, stillgelegt 2018.
- März: Der Steg über die Rur (ehem. Rurbadeanstalt), oberhalb der Dreigurtbrücke, wird abgebrochen.
- 13. April, 3:20 Uhr: Erdbeben in Düren mit Stärke 5,8 auf der nach oben offenen Richterskala; keine nennenswerten Schäden. Das Zentrum des Bebens war Roermond/NL.
- 19. September: Der Lokalsender „Radio Rur“ geht auf Sendung.

## 1993
- 1. Januar: Der Wasserverband Eifel-Rur (WVER), ein Zusammenschluss verschiedener Verbände, wird gegründet.
- März: Abbau der Mariensäule auf dem Marktplatz (erbaut 1857).
- 23. Mai: 1. Fahrt eines Schienenbusses der Dürener Kreisbahn, die die Bahnlinien Düren – Heimbach und Düren – Jülich von der Deutschen Bundesbahn zum Preise von 1,00 DM gekauft hat. Sie nennt sich Rurtalbahn.
- 1. September: In Deutschland werden 5-stellige Postleitzahlen eingeführt. Düren hat jetzt mehrere Postleitzahlen, z. B. Innenstand 52349. Vorher hatte Düren die PLZ 5160 für alle Bereiche (seit 1961, davor die 516 und noch früher die 22c).
- 24. September: Die Kläranlage Merkener Busch wird nach vierjähriger Planungs- und Bauzeit in Betrieb genommen.

## 1994
- 25. Januar: Grundsteinlegung für die Erweiterung des Altenheimes St. Nikolaus in der Dr.-Overhues-Allee.
- 16. März: Bürgermeister Josef Vosen teilt mit, dass die Bergämter Köln und Aachen zusammengelegt werden und in Düren mit 40 Beschäftigten in ein Haus neben dem „Haus der Stadt“ in Düren-Nord einziehen werden.
- 19. März: The Kelly Family gastiert in Düren.
- 1.–10. April: In Düren findet erstmals eine Wirtschaftsmesse auf dem Annakirmesplatz (Düren 94) statt.
- 10. September: Eröffnung des neugestalteten Marktplatzes.
- 16. Oktober: Kommunal-, Kreistags- und Bundestagswahl: Der Stadtrat setzt sich zusammen aus – ()=letzte Wahl: SPD 26 (29), CDU 22 (19), Grüne 3 (0), FDP 0 (3). Bürgermeister bleibt Josef Vosen.
- 20. Oktober: Beginn der einwöchigen 100-Jahr-Feier der Kaufhof AG in Düren.

## 1995
- Die Buirer Bezugs- und AbsatzGenossenschaft verkauft in der Kölner Landstraße ihr Betriebsgelände, heute Lidl. Das Silo wird im gleichen oder Folgejahren abgerissen.
- 20. Januar: Richtfest am Erweiterungsbau der Telekom, Am Ellernbusch.
- 29. März: Im Neubau neben dem Haus der Stadt in der Josef-Schregel-Straße wird wieder ein Bergamt eingeweiht. Von hier aus wird das gesamte rheinische Braunkohlenrevier betreut.
- März: Der Neubau des Verwaltungsgebäudes für den Wasserverband Eifel-Rur neben dem Bekleidungshaus Thelen wird beschlossen.
- Mai: Die mechanisch-biologische Restmüllbehandlungsanlage (MBRA) nimmt an der Deponie Horm den Probebetrieb auf.
- 11. Oktober: Das Hausmeistergebäude am Rathaus in der Wilhelmstraße wird abgerissen, um dem Neubau des City-Carees Platz zu machen.

## 1996
- Auflösung der Straßenmeisterei Düren in der Nideggener Straße.
- Januar: Das Kockelkorn-Haus und das Gebäude der ehem. Deutschen Bank in der Schenkelstraße zwischen Kreissparkasse und Wilhelmstraße werden durch die Firma Pütz, Merzenich, abgerissen. Hier entsteht das neue City-Caree, Bauherr: Kreissparkasse Düren.
- 21. März: Die Glashütte Peill & Putzler in der Glashüttenstraße stellt endgültig die Produktion ein. Von den ursprünglichen 1500 Arbeitern werden noch 50 weiterbeschäftigt, die nur noch mit Importen aus Slowenien, Polen und Südfrankreich handeln.
- 30. Mai: Gegenüber dem Bergamt in der Nähe des Hauptbahnhofes wird der Grundstein für das neue Verwaltungsgebäude des WVER (Wasserverbandes Eifel-Rur) gelegt. Die Kosten betragen circa 10 Mio. DM.
- 2. Juni: Die Bahnstrecke Düren–Neuss wird stillgelegt
- 30. Juni: Im Amtsgerichtsgefängnis wird die sozialtherapeutische Modellanstalt für rückfallgefährdete Gesetzesbrecher, ausgelegt für 33 Personen, geschlossen.
- 9. Dezember: Der Aufsichtsrat der Stadtwerke beschließt den Verkauf des Citybades in der Bismarckstraße Nach dem Abriss soll dort 1998 ein Einkaufszentrum entstehen.

## 1997
- Die Missionare der hl. Familie beschließen den Verkauf der beiden Häuser in der Bonner Straße und der Kurfürstenstraße an den Caritasverband Düren-Jülich.
- Die Cellitinnen geben die Verwaltung des Krankenhauses Lendersdorf an die Caritas ab.
- 31. März: Aufgabe des Bundeswehrstandortes Düren (Panzerkaserne).
- 25. Mai: Der Stadtpark wird in „Willy-Brandt-Park“ umbenannt. Gleichzeitig wird dort eine Bronzeplastik des ehem. Bundeskanzlers aufgestellt.
- 1. August: Zum Schuljahresbeginn wird von den ersten Sonderschulen das Schulzentrum „Athenée Royal“ an der Stockheimer Landstraße bezogen.
- 24. August: Der Rurtal-Express (REX) befährt zum ersten Mal seit 1983 wieder die Bahnstrecke Düren-Euskirchen-Olef anlässlich des Handwerkermarktes in Olef. Veranstalter dieser Sonderfahrt ist der Verein Dampfbahn Wurm-Rur-Inde. Die Dürener Kreisbahn will die Strecke wieder für den Personenverkehr übernehmen.
- 27. Juli: Anlässlich des 100-jährigen Bestehens der Annakirmes (26. Juli – 3. August 1997) findet an diesem Tag ein Festumzug mit 46 Gruppen vom Haus der Stadt zum Festplatz statt.
- 11. November: Der bisherige ehrenamtliche Bürgermeister Josef Vosen (SPD) wird zum 1. hauptamtlichen Bürgermeister gewählt. Die Wahlzeit des jetzigen Stadtdirektors Eckhard Creutz läuft im Februar 1998 ab. Vosen muss bei Amtsantritt sein Bundestagsmandat niederlegen.
- Dezember: Die Fa. Paul Emil Hoesch, Rölsdorf, verlagert die Produktion von der Farbmühle nach Euskirchen. Im Januar 1998 läuft die Produktion nach einem Brand in Euskirchen vorübergehend wieder in Rölsdorf an.
- 24. Dezember: Das 1958 erbaute City-Bad in der Bismarckstraße schließt endgültig seine Pforten und wird danach abgerissen.

## 1998
- 1. Januar: Die Verwaltung der drei Altenheime der Cellitinnen (Niederau, Rita-Stift und Nideggen) geht an die Senioren-GmbH Köln über.
- 12. März: Neben dem Haus der Stadt wird das Comet-Cinema mit sieben Kinos eröffnet.
- 25. März: Das UT-Kino in der Kleinen Zehnthofstraße kapituliert vor dem Comet-Cinema und gibt auf.
- Mai bis Juli: Das Citybad in der Bismarckstraße wird abgerissen.
- 3. Juni: Der Bundestagsabgeordnete Josef Vosen (SPD) hat sein Bundestagsmandat niedergelegt und wird heute in einer Sondersitzung des Stadtrates zum ersten hauptamtlichen Bürgermeister der Stadt Düren ernannt.[2]
- August: Auf dem Gelände des ehemaligen belgischen Gymnasiums Athenée Royal an der Stockheimer Landstraße wird mit dem Neubau der Christophorus-Schule begonnen.
- 15. August: Mit einem „Tag der offenen Tür“ wird das City-Karree eröffnet.
- 5. September: Die Kreis-Volkshochschule wird in das Guinness-Buch der Rekorde aufgenommen, da 687 Gitarristen insgesamt acht Lieder gemeinsam spielen.
- 7. Dezember: Das Straßenverkehrsamt zieht von der Aachener Straße (ehemaliges Polizeigebäude) in ein neu erbautes Haus auf dem Gelände der Dürener Kreisbahn (DKB) an der Kölner Landstr.
- 23. Dezember: Johannes Kaptain (CDU), Landrat von 1964 bis 1989, * 29. Juni 1926, verstirbt in seinem Heimatort Kreuzau
- 31. Dezember: Mit einem großen Silvesterball im „Haus der Stadt“ endet das Jubiläumsjahr „1250 Jahre Stadt Düren“

## 1999
- 11. August: Sonnenfinsternis über Europa.
- 12. September: Kommunalwahl in NRW. Zum ersten Mal nach 50 Jahren wird der Stadtdirektor abgeschafft und ein hauptamtlicher Bürgermeister gewählt. Die CDU gewinnt wieder die Mehrheit im Stadtrat. Weder Josef Vosen (SPD) noch Paul Larue (CDU) gewinnen die absolute Mehrheit als Bürgermeisterkandidat und müssen in die Stichwahl.
- 26. September: Aus der Stichwahl geht Paul Larue (CDU) mit 54,6 % der abgegebenen Stimmen als Sieger hervor. Er ist der erste gewählte hauptamtliche Bürgermeister der Stadt. Er leitet die Verwaltung und steht dem Stadtrat vor.
- 21. Dezember: Der Kreistag beschließt die Fusion der Kreissparkasse mit der Stadtsparkasse zum 1. Januar 2001.
- 22. Dezember: Der Stadtrat fasst auch einen Beschluss zur Fusion der beiden Sparkassen zur Sparkasse Düren.

## 2000
- 1. Januar: Die Ursulinen geben die Trägerschaft der St. Angela-Schule an die St. Angela-Schulgesellschaft GmbH ab.
- Die Sturmbrauerei in der Frankenstraße wird abgerissen. Dort entstehen Wohnhäuser.
- 29. Januar: Mit dem Abbruch des alten Polizeigebäudes und späteren Straßenverkehrsamtes in der Aachener Straße wird begonnen.
- 3. Februar: In der Presse wird bekannt gegeben, dass Pater Frans van den Bosch, ein Eucharistinerpater, nach 22 Jahren zum Ende des Jahres seine Tätigkeit als Pfarrer an St. Peter Julian beendet. Dann sollen auch die Pfarre aufgelöst werden und die Gebäude verkauft werden.
- 7. März: 1. Spatenstich für den Erweiterungsbau des Polizeigebäudes auf dem Gelände des ehemaligen Straßenverkehrsamtes (vorher Polizeigebäude) in der Aachener Straße.
- Ende Juli: Der Kauf eines 27 Hektar großen Geländes der ehemaligen Panzerkaserne wird beurkundet. Dort wollen die Stadt Düren und die Gemeinde Kreuzau ein gemeinsames interkommunales Gewerbegebiet errichten.
- 15. Juni: Einweihung des Neubaus des Papst-Johannes-Hauses an der Annakirche.
- 23. Juni: Das Fahrradgeschäft Gothe, Im großen Tal, wird eröffnet. Vorher war es als Jäger & Gothe in der Kölnstraße.
- 29. Juni: Das Hohlstablenkboot DÜREN wird außer Dienst gestellt und durch die VEBEG an Südafrika verkauft, wo es als Küstenschutzboot im Einsatz ist.
- 23. September: Die Christophorus-Schule zieht zum Schulzentrum „Athenée Royal“ an der Stockheimer Landstraße um.
- 12. Oktober: Der Aufsichtsrat der Dürener Kreisbahn (DKB) beschließt die Teilprivatisierung des Busbereiches. Eine neue Tochtergesellschaft soll gebildet werden, an der die DKB mit 49 % und das Aachener Busunternehmen Taeter mit 51 % beteiligt sein sollen.
- 30. Oktober: Die job-com eGmbH, eine Gesellschaft für Beschäftigungsförderung von Stadt und Kreis Düren, nimmt ihre Arbeit auf.
- 1. November: Die Stadtsparkasse Düren und die Kreissparkasse Düren fusionieren. Ab heute gibt es nur noch die Sparkasse Düren mit der Bankleitzahl 395 501 10. Die BLZ der ehemaligen Stadtsparkasse (395 500 00) entfällt ersatzlos.
- 1. Dezember: Die Pfarre St. Peter Julian in der Kölnstraße hört auf zu bestehen. Kloster und Kirche werden an die Cellitinnen in Köln verkauft. Die Pfarre wird mit der St. Anna-Pfarre vereint.